# Andrei Michailowitsch Dostojewski

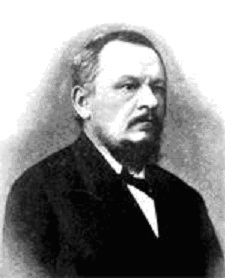
Andrei Michailowitsch Dostojewski

Andrei Michailowitsch Dostojewski (russisch Андрей Михайлович Достоевский; * 15. Märzjul. / 27. März 1825greg.; † 7. Märzjul. / 19. März 1897greg. in Sankt Petersburg) war ein russischer Architekt und Bruder von Fjodor Michailowitsch Dostojewski.
Andrei Dostojewskis bekannteste Schrift sind seine Memoiren Wospominanija (russisch Воспоминания), erstmals 1930 veröffentlicht; sie wurden in den acht Monaten zwischen 1895 und 1896 geschrieben, decken den Zeitraum von 1825 bis 1871 und enthalten eine Vielzahl von Informationen über die frühen Jahre seines Bruders Fjodor Dostojewski.